# Budynek przy ul. Wyrzyskiej 30 w Toruniu
Budynek przy ul. Wyrzyskiej 30  w Toruniu – dawna kostnica publiczna, zaprojektowana w 1905 roku. Służyła ona katolikom i ewangelikom. Mieściły się w niej pomieszczenia wspólne (obdukcyjne i dla zwłok) oraz dwie osobne kaplice, o wymiarach 6,62 x 4,08 m. Budowa kostnicy rozpoczęła się w 1907 roku. Koszt budowy kostnicy wyniósł 10 716,69 marek niemieckich. W 1925 roku budynek przerobiono na ochronkę. Obecnie w budynku mieszczą się lokale mieszkalne. Budynek wpisany jest do gminnej ewidencji zabytków (nr 2277).